# A Serious Man
A Serious Man es una película dramática de humor negro de 2009 escrita, dirigida, producida y editada por los hermanos Coen. La película, basada vagamente en la historia de Job,
 es protagonizada por Michael Stuhlbarg, quien interpreta a un judío de Minnesota cuya vida se viene abajo profesional y personalmente, llevándolo a cuestionarse su fe.
La película atrajo respuestas positivas por parte de la crítica, y tuvo una candidatura al Globo de Oro para Stuhlbarg, un lugar en los top 10 de 2009 del American Film Institute y el National Board of Review y dos candidaturas al Óscar incluyendo la de mejor película.

## Argumento
La película está ambientada en St. Louis Park, Minnesota, en 1967, e intenta de alguna manera reflejar la infancia de los hermanos Coen de la forma en que ellos la recuerdan. El protagonista es Larry Gopnik, un profesor académico judío que vive en un barrio judío de clase media en las afueras de Minneapolis. La historia se centra en la lucha espiritual y existencial de Gopnik cuando su esposa Judith contempla la posibilidad de dejarlo por su colega Sy Ableman. Para mayor sufrimiento, su hermano Arthur, por falta de recursos vive en la casa de Larry. Larry comienza a cuestionar el valor de su vida, a la vez que soporta estos asuntos y otros que se suman como su hijo, Danny, que roba dinero de su billetera para comprar marihuana; su hija, Sarah, que le roba para financiar su cirugía de nariz; un estudiante que intenta sobornarlo para pasar de grado y lo amenaza con demandarlo; y una vecina que llama su atención. Larry pide consejos a tres rabinos distintos en el intento de resolver sus problemas y convertirse en un hombre devoto.

## Reparto y personajes
- Michael Stuhlbarg como Lawrence "Larry" Gopnik.
- Richard Kind como Arthur Gopnik, hermano de Larry.
- Sari Wagner Lennick como Judith Gopnik, esposa de Larry.
- Fred Melamed como Sy Ableman.
- Aaron Wolff como Danny Gopnik.
- Jessica McManus como Sarah Gopnik.
- Peter Breitmayer como Mr. Brandt.
- Adam Arkin como Don Milgram.
- George Wyner como rabino Nachter.
- Katherine Borowitz como Mimi Nudell.
- Fyvush Finkel como Reb Groshkover.
- Simon Helberg como rabino Scott Ginzler.
- Alan Mandell como rabino Marshak
- Andrew S. Lentz como Mark Sallerson.
- Jack Swiler como Howard Altar.
- Tim Harlan-Marks como Hebrew School Bus Driver.
- Benjy Portnoe como Ronnie Nudell.
- Brent Braunschweig como Mitch Brandt.
- Ari Hoptman como Arlen Finkle.
- Michael Lerner como Solomon Schlutz.
- David Kang como Clive.
- Steve Park como Padre de Clive.
- Amy Landecker como Mrs. Vivienne Samsky.
- Warren Keith como Dick Dutton (voz).

## Producción
Especial atención fue prestada a la ambientación; fue importante para los Coen encontrar un vecindario suburbano similar al de St. Louis Park, Minnesota, de mediados de los años 1960. Antes de que se decidiera rodar en Bloomington, se consideraron otros sitios en Minnesota como Edina, Richfield, Brooklyn Center y Hopkins. La apariencia de la película está en parte basada en el libro de Brad Zellar Suburban World: The Norling Photographs, una colección de fotografías de Bloomington de los años 1950 y 1960.
El colaborador de siempre, Roger Deakins, volvió a trabajar con los Coen como director de fotografía, luego de su ausencia en Burn After Reading. Ésta es su décima película junto a los Coen. También es la novena colaboración de la diseñadora de vestuario Mary Zophres.
La fábula que sirve como prólogo fue escrita por los hermanos Coen. Según ellos la historia no tiene ninguna función más que fijar el tono apropiado para lo que sigue. El crítico Roger Ebert sugirió que la pareja podría haberle traído una maldición a Larry al invitar al dybbuk (Traitle Groshkover) a su casa. Más adelante se puede ver un retrato de Groshkover en la pared de la oficina del rabino Marshak.
El rodaje comenzó el 8 de septiembre de 2008 en Minnesota. Los Coen filmaron algunas escenas de la película en un viejo edificio de la universidad St. Olaf College, por su parecido con la arquitectura de la época. El rodaje finalizó el 6 de noviembre de 2008, después de 44 días, antes de la fecha agendada y utilizando el presupuesto previamente planeado.
Los anacronismos son evidentes en la película cuando se hace referencia a dos álbumes, Abraxas de Carlos Santana y Cosmo's Factory de Creedence Clearwater Revival, ambos lanzados en 1970.
Los créditos finales contienen un huevo de Pascua virtual: "Ningún judío resultó herido durante la realización de esta película".

## Banda sonora
La banda sonora original de la película fue compuesta por Carter Burwell (compositor de todas las películas de los Coen a excepción de O Brother, Where Art Thou?). Incluyó varias canciones del álbum de Jefferson Airplane Surrealistic Pillow, como "Somebody to Love", "Today", "Comin' Back to Me" y "3/5 of a Mile in 10 Seconds". También incluyó "Machine Gun" del álbum Band of Gypsys de Jimi Hendrix, y algunas piezas de música yiddish como "Dem Milner's Treren" de Mark Warshawsky, interpretada por Sidor Belarsky.

## Estreno
La película fue estrenada el 2 de octubre de 2009 en Estados Unidos, tuvo una distribución limitada. El 12 de septiembre de 2009 fue proyectada en el Festival de Cine de Toronto. Fue editada en DVD y Blu-ray el 9 de febrero de 2010 en Estados Unidos.

### Crítica
Recibió críticas positivas en general, con un porcentaje de aprobación del 89 % en Rotten Tomatoes, basado en 225 reseñas. Roger Ebert del Chicago Sun-Times, le dio a la película un puntaje de cuatro estrellas sobre cuatro, y escribió que la película "tiene cada signo de un trabajo hecho con amor", y Todd McCarthy de Variety comentó que "las habilidades de los Coen como cineastas son tremendamente atractivas" y que A Serious Man es "el tipo de película que haces después de que has ganado un Oscar". Claudia Puig de USA Today escribió: "A Serious Man es maravillosamente rara, desoladamente cómica y una película minuciosamente fascinante. Por debajo del desalentador humor hay preguntas serias acerca de la fe, la familia, la mortalidad y la mala fortuna". El crítico de Time Richard Corliss describió la película como "inquietante" y "evocadora".
Steve Persall del St. Petersburg Times escribió que el personaje principal le recordaría a los lectores de la Biblia a Job, a pesar de algunas diferencias importantes. Los mismos hermanos Coen declararon que, aunque puede haber referencias a Job, el "origen" de la historia fue un rabino de su adolescencia, una "figura misteriosa" que tenía una conversación privada con cada estudiante después de la finalización de su educación religiosa. 
 A Joe Morgenstern de The Wall Street Journal no le gustó lo que vio como misantropía en la película, comentando que "...sus caricaturas van desde antipáticos hasta despreciables, sin una pizca de humanidad que los redima". A David Denby de The New Yorker le gustó la estética y el ambiente de la película, pero criticó el guion y la caracterización: "A Serious Man, al igual que Burn After Reading, está en modo desalentador, oscuro y denigrante, y es un infierno tragarse esa película... Como pieza de realización cinematográfica, A Serious Man es fascinante; en el resto de los aspectos, es intolerable".
En 2022, la revista Rolling Stone en incluyó en el puesto número dieciséis de su lista de las 70 mejores comedias del siglo XXI.

## Premios

### Oscar
| Año  | Categoría            | Candidatos           | Resultado  |
| ---- | -------------------- | -------------------- | ---------- |
| 2009 | Mejor película       | Mejor película       | Candidata  |
| 2009 | Mejor guion original | Ethan Coen Joel Coen | Candidatos |

### Premios Globo de Oro
| Año  | Categoría                       | Película          | Resultado |
| ---- | ------------------------------- | ----------------- | --------- |
| 2009 | Mejor actor - Comedia o musical | Michael Stuhlbarg | Candidato |

### Premios BAFTA
| Año  | Categoría            | Persona              | Resultado  |
| ---- | -------------------- | -------------------- | ---------- |
| 2009 | Mejor guion original | Joel Coen Ethan Coen | Candidatos |